# Günther Korten
Günther Korten (Colonia, 26 luglio 1898 – Rastenburg, 22 luglio 1944) è stato un colonnello generale tedesco, capo di stato maggiore dell'Oberkommando der Luftwaffe durante la seconda guerra mondiale. Morì all'ospedale di Rastenburg, in seguito alle ferite riportate dopo il fallito attentato a Hitler del 20 luglio 1944.

## Biografia

### Prima guerra mondiale
Günther Korten nacque in Colonia il 26 luglio 1898, dall'architetto Hugo Korten (1855-1931) e da Marie Korten (1866-1942). All'inizio della prima guerra mondiale, fu allievo ufficiale dell'esercito prussiano, all'interno del battaglione ingegneri. Successivamente, divenne comandante di plotone e, il 16 ottobre 1915, fu promosso tenente.

### 1921-1934
Tra l'ottobre 1921 e l'agosto 1922, frequentò la scuola di fanteria a Monaco di Baviera. Il 1º aprile 1925, fu promosso tenente di fanteria. L'anno successivo, acquisì la patente di guida, dopo avere acquistato un velivolo da guerra, e lavorò per la formazione segreta dell'esercito presso il centro aviazione di Lipeck. Ritornato in Germania, si unì alla Repubblica di Weimar. Nel 1934, con l'imminente inizio del Terzo Reich, fu promosso come capitano della Luftwaffe e, durante questo periodo, lavorò per diversi anni al Reichsluftfahrtministerium.

### Seconda guerra mondiale
Nel 1939, allo scoppio del seconda guerra mondiale, fu colonnello e capo di stato maggiore in Austria. A partire dal 1940, prese parte alla Campagna di Francia e alla Battaglia d'Inghilterra. Il 19 luglio di quell'anno, fu promosso a maggiore generale. Nel gennaio 1941, partecipò alla Campagna dei Balcani e all'Operazione Barbarossa. Nell'agosto dell'anno successivo divenne luogotenente generale, assumendo il comando della parte meridionale del fronte orientale, durante la Battaglia di Stalingrado.
Il 25 agosto 1943, venne promosso a capo dell'Oberkommando der Luftwaffe, dopo il suicidio del predecessore Hans Jeschonnek. Precedentemente, era stato anche leader della Nationalsozialistisches Fliegerkorps, senza successo.

### Morte
Morì all'ospedale di Rastenburg all'età di 46 anni, dopo un intervento di chirurgia, a causa delle gravi ferite riportate, dopo due giorni dall'esplosione della bomba, in quello che fu l'ultimo attentato che avrebbe dovuto uccidere Adolf Hitler, ad opera del colonnello Claus Schenk von Stauffenberg. Si trovava appena dietro al maggiore Heinz Brandt, colui che spostò la valigetta contenente l'esplosivo, salvando la vita del Führer, e morì poco dopo, trafitto all'addome da una grossa scheggia di legno del tavolo. Il 3 agosto 1944, venne celebrato il funerale di stato. Il 2 settembre 1944, Hitler lo decorò postumo con il Distintivo per feriti del 20 luglio 1944 e lo elevò al grado di generale. Dapprima, venne sepolto nel Memoriale di Tannenberg, dove vi era anche il grande generale del primo conflitto mondiale, Paul von Hindenburg. Successivamente, nel gennaio del 1945, per evitare che l'Armata Rossa profanasse il cimitero, Hitler decise di distruggerlo. All'arrivo dei russi, la sua salma e quella della moglie Maria furono traslate al cimitero di Steglitz, a Berlino.